# Córdoba Open 2024
Córdoba Open 2024 byl tenisový turnaj mužů hraný na profesionálním okruhu ATP Tour v areálu Polo Deportivo Kempes. Šestý ročník Córdoba Open probíhal mezi 5. lednem a 11. únorem 2024 v argentinské Córdobě na otevřených antukových dvorcích.
Turnaj dotovaný 640 705 dolary patřil do kategorie ATP Tour 250. Nejvýše nasazeným singlistou se stal dvacátý druhý tenista světa Francisco Cerúndolo z Argentiny. Jako poslední přímý účastník do hlavní soutěže nastoupil argentinský 111. hráč žebříčku Diego Schwartzman, turnajová jednička předchozích ročníků. V důsledku invaze Ruska na Ukrajinu na konci února 2022 řídící organizace tenisu ATP, WTA a ITF s grandslamy rozhodly, že ruští a běloruští tenisté mohli dále na okruzích startovat, ale do odvolání nikoli pod vlajkami Ruska a Běloruska.
První titul na okruhu ATP Tour vybojoval ve dvouhře 21letý Ital Luciano Darderi. Argentinský rodák tak po skončení debutoval v elitní světové stovce. Od založení túry ATP v roce 1990 se potřetí ve finále utkali dva kvalifikanti. Deblovou trofej obhájili Argentinci Máximo González s Andrésem Moltenim, kteří společně ovládli sedmý turnaj.

## Rozdělení bodů a finančních odměn

### Rozdělení bodů
| Soutěž  | Soutěž      | vítězové | finalisté | semifinalisté | čtvrtfinalisté | 16 v kole | 32 v kole | Q  | Q2 | Q1 |
| ------- | ----------- | -------- | --------- | ------------- | -------------- | --------- | --------- | -- | -- | -- |
| dvouhra | [ 2 ] [ 6 ] | 250      | 165       | 100           | 50             | 25        | 0         | 13 | 7  | 0  |
| čtyřhra | [ 7 ]       | 250      | 150       | 90            | 45             | 0         | —         | —  | —  | —  |

### Finanční odměny
| Soutěž                                | Soutěž      | vítězové | finalisté | semifinalisté | čtvrtfinalisté | 16 v kole | 32 v kole | Q2      | Q1      |
| ------------------------------------- | ----------- | -------- | --------- | ------------- | -------------- | --------- | --------- | ------- | ------- |
| dvouhra mužů                          | [ 2 ] [ 6 ] | 85 535 $ | 49 900 $  | 29 335 $      | 16 995 $       | 9 870 $   | 6 030 $   | 3 015 $ | 1 645 $ |
| čtyřhra                               | [ 7 ]       | 29 720 $ | 15 900 $  | 9 320 $       | 5 210 $        | 3 070 $   | —         | —       | —       |
| částka ve čtyřhrách je uvedena na pár |             |          |           |               |                |           |           |         |         |

## Dvouhra mužů

### Nasazení
| Stát                          | Hráč                    | ATP | Nasazení |
| ----------------------------- | ----------------------- | --- | -------- |
| Argentina                     | Francisco Cerúndolo     | 22. | 1.       |
| Argentina                     | Sebastián Báez          | 25. | 2.       |
| Argentina                     | Tomás Martín Etcheverry | 28. | 3.       |
| Rakousko                      | Sebastian Ofner         | 40. | 4.       |
| Německo                       | Daniel Altmaier         | 52. | 5.       |
| Chile                         | Alejandro Tabilo        | 54. | 6.       |
| Německo                       | Yannick Hanfmann        | 58. | 7.       |
| Španělsko                     | Roberto Carballés Baena | 65. | 8.       |
| Žebříček ATP k 29. lednu 2024 |                         |     |          |

### Jiné formy účasti
Následující hráči obdrželi divokou kartu do hlavní soutěže:
- Juan Manuel Cerúndolo
- Francisco Comesaña
- Mariano Navone

Následující hráči postoupili z kvalifikace:
- Facundo Bagnis
- Román Andrés Burruchaga
- Luciano Darderi
- Federico Agustín Gómez

Následující hráč postoupil z kvalifikace jako šťastný poražený:
- Thiago Agustín Tirante

### Odhlášení
před zahájením turnaje
- Alejandro Tabilo → nahradil jej  Thiago Agustin Tirante

## Mužská čtyřhra

### Nasazení
| Stát                                                                                   | Hráč               | Stát       | Hráč             | ATP  | Nasazení |
| -------------------------------------------------------------------------------------- | ------------------ | ---------- | ---------------- | ---- | -------- |
| Argentina                                                                              | Máximo González    | Argentina  | Andrés Molteni   | 26.  | 1.       |
| Francie                                                                                | Sadio Doumbia      | Francie    | Fabien Reboul    | 70.  | 2.       |
| Brazílie                                                                               | Marcelo Melo       | Nizozemsko | Matwé Middelkoop | 94.  | 3.       |
| Kolumbie                                                                               | Nicolás Barrientos | Brazílie   | Rafael Matos     | 119. | 4.       |
| Žebříček ATP k 29. lednu 2024; číslo je součtem žebříčkového postavení obou členů páru |                    |            |                  |      |          |

### Jiné formy účasti
Následující páry obdržely divokou kartu do hlavní soutěže:
- Facundo Bagnis /  Nicolás Kicker
- Federico Agustín Gómez /  Renzo Olivo

### Odhlášení
před zahájením turnaje
- Pedro Martínez /  Albert Ramos-Viñolas → nahradili je  Fernando Romboli /  Marcelo Zormann
- Andrea Pellegrino /  Andrea Vavassori → nahradili je  Guido Andreozzi /  Guillermo Durán

## Přehled finále

### Mužská dvouhra
- Luciano Darderi vs.  Facundo Bagnis, 6–1, 6–4

### Mužská čtyřhra
- Máximo González /  Andrés Molteni vs.  Sadio Doumbia /  Fabien Reboul, 6–4, 6–1